# Seleuș, Banatul de Sud
Seleuș (sârbă Seleuš, maghiară Keviszőllős, germană Selleusch) este o localitate în Districtul Banatul de Sud, Voivodina, Serbia.

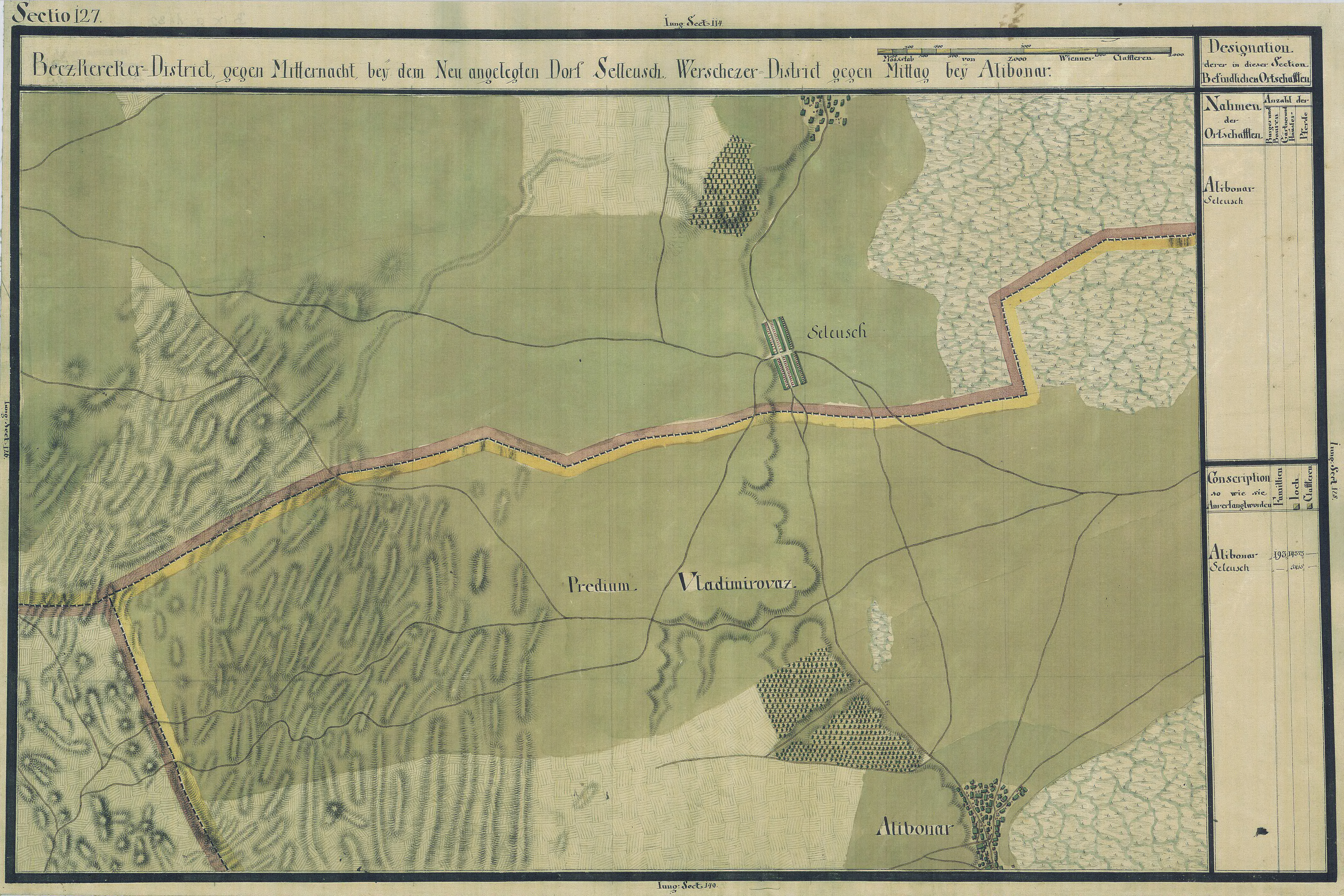
Seleuş în Harta Iosefină a Banatului, 1769-72

## Populația

### Populația în 1881
În anul 1881 la Seleuș locuiau 2656 de persoane, din care 2442 români și 214 din alte etnii.

## Personalități născute aici
- Petru Broșteanu (1838 - 1920), publicist, francmason, membru corespondent al Academiei Române;
- Mărioara Baba Vojnovic (n. 1950), poetă, critic de teatru și film;
- Ioan Baba (n. 1951), poet, publicist.

1. ↑  , Republicki geodetski zavod[*] http://web.archive.org/web/20160530172604/http://www.rgz.gov.rs/upload/web/Spisak%20KO-20150521.zip, arhivat din original la 30 mai 2016 Lipsește sau este vid: |title= (ajutor)
2. ↑  „Componența etnică a satului în 1881”. Biroul Central de Statistică al Ungariei.